# Aspergillus quadricinctus
Aspergillus quadricinctus är en svampart som beskrevs av J.L. Yuill 1953. Aspergillus quadricinctus ingår i släktet Aspergillus och familjen Trichocomaceae.   Inga underarter finns listade i Catalogue of Life.